# Sebastes nivosus
Sebastes nivosus is een  straalvinnige vissensoort uit de familie van schorpioenvissen (Sebastidae). De wetenschappelijke naam van de soort is voor het eerst geldig gepubliceerd in 1880 door Hilgendorf.
De soort staat op de Rode Lijst van de IUCN als Onzeker, beoordelingsjaar 2009.